# Hecker (motorfiets)

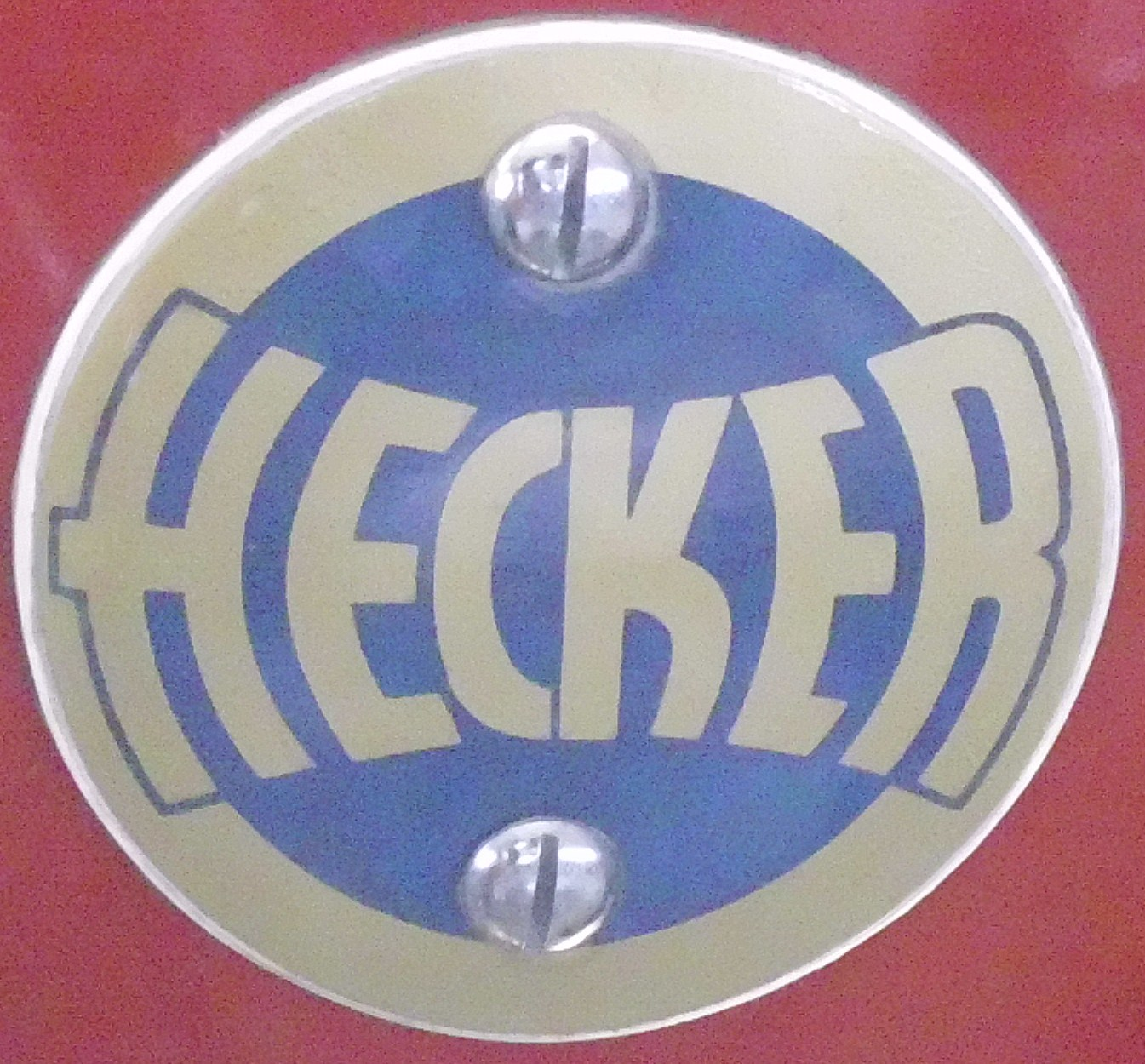
Logo van Hecker

Hecker is een Duits historisch merk van motorfietsen.
De bedrijfsnaam was: Hans Hecker Motorradfabrik, later Hecker Fahrzeugfabrik, Nürnberg.
Hans Hecker begon al in 1920 motorfietsen te produceren. Voor Duitse begrippen was dat al vrij snel na het einde van de Eerste Wereldoorlog. Aanvankelijk bouwde hij 245cc-tweetaktmotoren van eigen ontwerp in, maar in de tweede helft van de jaren twintig ook door S&G gebouwde AJS-achtige 346cc-kopklepmotoren. Eind jaren twintig volgden echte JAP-inbouwmotoren van 198- tot 548 cc en de 746cc-MAG-V-twins. Syd Crabtree won de 250cc-race van de Grand Prix van Duitsland van 1929 met een Hecker-JAP. Tijdens de Grote Depressie was er ook vraag naar goedkopere modellen. Daarin voorzag Hecker met 73- en 98cc-Sachs-motoren. Na de Tweede Wereldoorlog lag het zwaartepunt op lichte en goedkope modellen met inbouwmotoren van ILO, Villiers en Sachs van 98- tot 247 cc. In 1956 werd de productie beëindigd.